# College der Consuls
Het College der Consuls was een samenwerkingsverband en bestuurlijk orgaan tussen reders en handelaars uit Zeeland om het risico van hun handel op het West te beperken.

## Historische context
Na de val van Antwerpen verplaatsten de overgrote meerderheid van de reders en hun bijbehorende vloten zich naar de Noordelijke Nederlanden. 'Die welvaart hadden zij voornamelijk te danken aan de voorbeeldelooze ontwikkeling van haren handel en scheep-vaart, welke al gedurende de eerste jaren der troebelen in Holland en Zeeland vooral eene vroeger niet gekende vlucht hadden genomen.'
Filips II van Spanje was van de overtuiging dat als hij de handelsvaart verbood, dat hij de rebellen in de hartader van hun bestaan zou treffen, en dat de "nervus belli" zou worden afgesneden, met als doel de opstand voorgoed te kunnen fnuiken. Tot dusver was er nog geen formeel verbod op de handel met koopvaardijschepen uit de Nederlanden, de Spaanse markten en economie waren immers nauw verbonden met deze van de Nederlanden. Tot dan toe werd het handelsverkeer dan ook oogluikend toegelaten, voorzichtigheidshalve vaarden de handelsschepen uit de Nederlanden wel al onder een neutrale vlag of met een vals paspoort. 
Eensklaps kwam hier verandering in, de handelaars uit de Nederlanden zagen hun handelszaken in het Spaanse rijk verbeurd verklaard worden en uitstaande schulden moesten zelfs niet worden terugbetaald. Nog erger was het lot dat de zeelieden op Spaanse schepen beschoren was, velen werden veroordeeld tot een voortbestaan als slaaf, als roeier op een van de galeien van de koning of tot de Autodafe te Lissabon en te Sevilla. Ook drong Engeland erop aan dat de Nederlanden alle handel met de gezamenlijke vijand stop zou zetten. Alle koopvaardijschepen die door de Engelsen verdacht werden op Spanje te varen werden door hun op het kanaal in beslag genomen. Vooral Zeeland werd door deze maatregelen getroffen, doordat diens handelaren vooral op het Westen vaarden, Holland en West-Friesland vaarden hoofdzakelijk op het Oosten.

## Oprichting
Op 28 augustus 1587 vaardigde Zeeland om die reden op eigen gezag het plakkaat 'op de veylige navigatie met ende van Westen' uit. Dit hield in dat in Zeeland niemand meer westwaarts mocht varen, tenzij men in een compagnie van minsten acht schepen zich liet begeleiden door oorlogsschepen tot voorbij de monding van de Seine.
Op 3 september 1587 drongen admiraal Justinus van Nassau en verschillende Zeelandse kooplieden (waaronder Balthazar de Moucheron) aan bij het Hof van Zeeland om het eerste konvooi te vormen, nog diezelfde maand werd het konvooi uitgezonden richting West. Door het grote succes van deze maatregel werd voortaan elke maand een begeleid konvooi uitgezonden, maar weldra kon de admiraliteit van de provincie niet altijd over een voldoend aantal schepen beschikken om het konvooi te begeleiden.
Hierop besloot Balthazar om de voornaamste reders en handelaars op te roepen tot het vormen van een verbond, waarin elke in Middelburg gevestigde koopman zich kon laten opnemen, tegen een verhoudingsgewijze contributie, naargelang de inhoud en grootte van het schip. 'Niet met geweld, maar met goede woorden en met klinkende munt zoude men trachten soortgelijke onheilen te voorkomen en het geleden verlies ook vergoeden.'
Vierentwintig kooplieden met Balthasar de Moucheron aan het hoofd richtten vervolgens het College der Consuls op. De akte van constitutie werd door de oprichters ondertekend en werd door Wet en Raad bij resolutie op 18 februari 1589 goedgekeurd. Het college der consuls werd hierdoor
erkend als wettig orgaan van de handelsstand en trad dan ook meermaals als zodanig op. De consuls in volgorde van ondertekening:
| - Balthazar de Moucheron - Olivier Corbault - S. J. Parduyn - Hans Bernart - Arnoult le Clercq - Carel Walraven - Daniel de Renialme - Guill. Gheleynse | - Jean Muysson - Francois van de Perre - Daniel Bernart - Hans de Slachmulder - Franchois Rogiers - Gillis van den Bogaerde - Francoys Granyer - Dominicus de Ecclesia | - Antonie Auckema - Franchoys de Moucheron - Inghels van Burcht - Cornelis Meunicx - Wouter Buys - Ghelein Stoorm - Laurens Back - Michiel le Fort |

## Groei en invloed
De Staten der provinciën wonnen bij regelmaat advies in bij de consuls over de handel en hun leden woonden veel van de vergaderingen van het College der Consuls bij. Ook zond het College der Consuls (na goedkeuring van de Staten) vertegenwoordigers naar het buitenland om de belangen van de handel te verdedigen. Nog binnen het jaar na de oprichting van het college benoemden zij Pieter de Moucheron tot hun agent in Londen.